# Schiffdorf
Schiffdorf là một đô thị ở huyện huyện Cuxhaven, trong bang Niedersachsen, nước Đức. Đô thị Schiffdorf có diện tích 113,55 km². Đô thị này nằm ở biên giới phía đông thành phố Bremerhaven, và 35 km về phía nam của Cuxhaven.